# Bob- und Skeleton-Weltmeisterschaften 2017/Teamwettbewerb
Der Teamwettbewerb  bei den Bob- und Skeleton-Weltmeisterschaften 2017 wurde am 17. Februar 2017 auf der Kunsteisbahn im Königssee ausgetragen. Der Wettbewerb bestand aus je einem Lauf, wobei der Lauf des Athleten direkt im Anschluss an den Lauf der Athletin gestartet wurde. Es traten jeweils ein Skeletonpilot, eine Skeletonpilotin sowie ein Frauen- und ein Männer-Zweierbob an. Die Ergebnisse dieser vier Läufe wurden addiert.

## Ergebnisse
| Platz  | Land                 | Bob                                            | Bob   | Bob                                   | Bob   | Skeleton           | Skeleton | Skeleton              | Skeleton | Gesamtzeit    |
| Platz  | Land                 | 2er w                                          | Zeit  | 2er m                                 | Zeit  | Frauen             | Zeit     | Männer                | Zeit     | Gesamtzeit    |
| ------ | -------------------- | ---------------------------------------------- | ----- | ------------------------------------- | ----- | ------------------ | -------- | --------------------- | -------- | ------------- |
| 01     | Deutschland 1        | Mariama Jamanka Franziska Bertels              | 50,86 | Johannes Lochner Christian Rasp       | 49,41 | Jacqueline Lölling | 51,23    | Axel Jungk            | 50,34    | 3:21,84       |
| 02     | Deutschland 2        | Stephanie Schneider Lisa Buckwitz              | 50,87 | Nico Walther Philipp Wobeto           | 49,54 | Tina Hermann       | 51,64    | Christopher Grotheer  | 50,39    | 3:22,44 +0,60 |
| 03     | International 3      | Maria Adela Constantin Andreea Grecu           | 51,01 | Richard Oelsner Marc Rademacher       | 49,75 | Anna Fernstädt     | 51,92    | Alexander Gassner     | 50,01    | 3:22,69 +0,85 |
| 0 4    | Vereinigte Staaten 1 | Elana Meyers Taylor Lolo Jones                 | 50,48 | Steven Holcomb Samuel McGuffie        | 49,55 | Anne O’Shea        | 52,85    | Matthew Antoine       | 50,55    | 3:23,43 +1,59 |
| 05     | Österreich 1         | Christina Hengster Jennifer Onasanya           | 50,72 | Benjamin Maier Markus Sammer          | 49,61 | Janine Flock       | 52,34    | Matthias Guggenberger | 51,05    | 3:23,72 +1,88 |
| 06     | Kanada 1             | Alysia Rissling Sara Dagenais-Everell          | 51,18 | Chris Spring Cam Stones               | 49,63 | Jane Channell      | 52,38    | Dane Greszczyszyn     | 50,61    | 3:23,80 +1,96 |
| 07     | Kanada 2             | Kaillie Humphries Melissa Lotholz              | 50,78 | Justin Kripps Benjamin Coakwell       | 49,66 | Mirela Rahneva     | 52,02    | Barrett Martineau     | 51,46    | 3:23,92 +2.08 |
| 08     | Vereinigte Staaten 2 | Jamie Greubel Poser Cherrelle Garrett          | 50,91 | Justin Olsen Luis Moreira             | 49,52 | Kendall Wesenberg  | 52,59    | Nathan Crumpton       | 51,37    | 3:24,39 +2,55 |
| 09     | International 2      | Christine de Bruin Alecia Beckford-Stewart     | 51,15 | Ivo de Bruin Janko Franjić            | 50,15 | Savannah Graybill  | 52,91    | Kevin Boyer           | 51,28    | 3:25,49 +3,65 |
| 10     | International 1      | Brittany Reinbolt Briauna Jones                | 51,42 | Dorin Grigore Florin Crăciun          | 50,44 | Maria Mazilu       | 53,41    | Dorin Velicu          | 51,61    | 3:26,88 +5,04 |
| DSQ 04 | Russland 1           | Nadeschda Sergejewa Anastassija Kotscherschowa |       | Alexei Stulnew Maxim Belugin          |       | Marija Orlowa      |          | Alexander Tretjakow   |          | 3:22,82 +0,98 |
| DSQ 05 | Russland 2           | Alexandra Rodionowa Julija Schokschujewa       |       | Alexander Kasjanow Alexei Puschkarjow |       | Jelena Nikitina    |          | Nikita Tregubow       |          | 3:23,04 +1,20 |